# Umberto Agnelli
Pour les articles homonymes, voir Famille Agnelli et Agnelli.
Umberto Agnelli, né le 1er novembre 1934 à Lausanne (Suisse) et mort le 27 mai 2004 à Venaria Reale (Italie), est un industriel italien.
Il avait été nommé président de Fiat le 28 février 2003 après la mort — survenue le 24 janvier de la même année — de son frère aîné Gianni Agnelli, qui présidait aux destinées du constructeur automobile de Turin depuis 1964.

## Biographie
Entré au conseil d'administration de Fiat en 1964, Umberto Agnelli fut parallèlement, de 1965 à 1988, président de la société des motocycles Piaggio et depuis 1960 président de la société Simca Industries, devenue ensuite Fiat-France. De cette époque date la politique de décentralisation du groupe, avec l'ouverture de grandes usines dans le Mezzogiorno : Bari (Pouilles), Termini Imerese (Sicile), Cassino (Campanie). En 1976, il décide de s'engager en politique pour se consacrer à la modernisation de son pays, et abandonne ses fonctions au sein du groupe Fiat pour se fait élire sénateur dans les rangs de la Démocratie chrétienne.
En tant que membre important du groupe Fiat, il dirigea longtemps des entreprises de presse (La Stampa) et le club de football de Turin, la Juventus.
En 1980 il revient au conseil d'administration de Fiat, puis très rapidement devient président de l'Ifil, holding des participations industrielles de la famille Agnelli, qu'il diversifie en France. Ifil devient le 2e actionnaire de BSN (Danone) en 1987, et entre dans les groupes Worms, Auchan, Exor…
Engagé depuis 15 mois dans le processus de restructuration du groupe Fiat, Umberto Agnelli a recentré le groupe sur son métier de base, l'automobile, vendant des pans entiers comme les assurances Toro, la société aéronautique Fiat Avio, la construction ferroviaire Fiat ferroviaria (reprise par Alstom), ainsi que certaines participations de l'Ifil (Accor, Danone…), ouvrant le capital à des partenaires extérieurs (entrée de General Motors à hauteur de 10 %) et développant les marchés extérieurs. Umberto Agnelli figurait au soixante-huitième rang du classement réalisé par le magazine Forbes des hommes les plus riches de la planète, avec un patrimoine net estimé à environ 1,5 milliard de dollars.
Affecté d'un cancer du poumon, il est mort à Turin dans sa résidence de la Mandria, assisté de son épouse Allegra Agnelli et de ses deux enfants Anna et Andrea.
Son premier fils, Giovannino Agnelli, qu'il eut avec sa première épouse, Antonnella Bechi Piaggio, est décédé brutalement à l'âge de 33 ans d'un cancer lui aussi, alors qu'il était destiné à prendre la présidence de Fiat.
Umberto Agnelli était également un ancien membre du comité de direction du groupe Bilderberg.